# Energia de lligadura

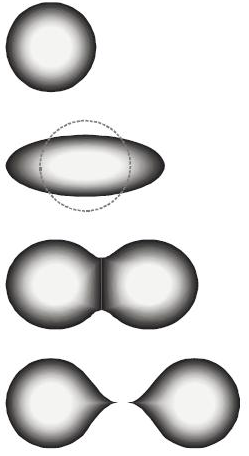
Fissió d'un nucli atòmic segons el model de la gota líquida.

L'energia de lligadura és la quantitat d’energia necessària per separar una partícula d’un sistema de partícules o per dispersar totes les partícules del sistema. L'energia d’unió s'aplica especialment a les partícules subatòmiques dels nuclis atòmics (energia de lligadura nuclear), als electrons units als nuclis dels àtoms (energia d'ionització) i als àtoms i ions units entre si en cristalls (energia reticular).

## Energia de lligadura nuclear

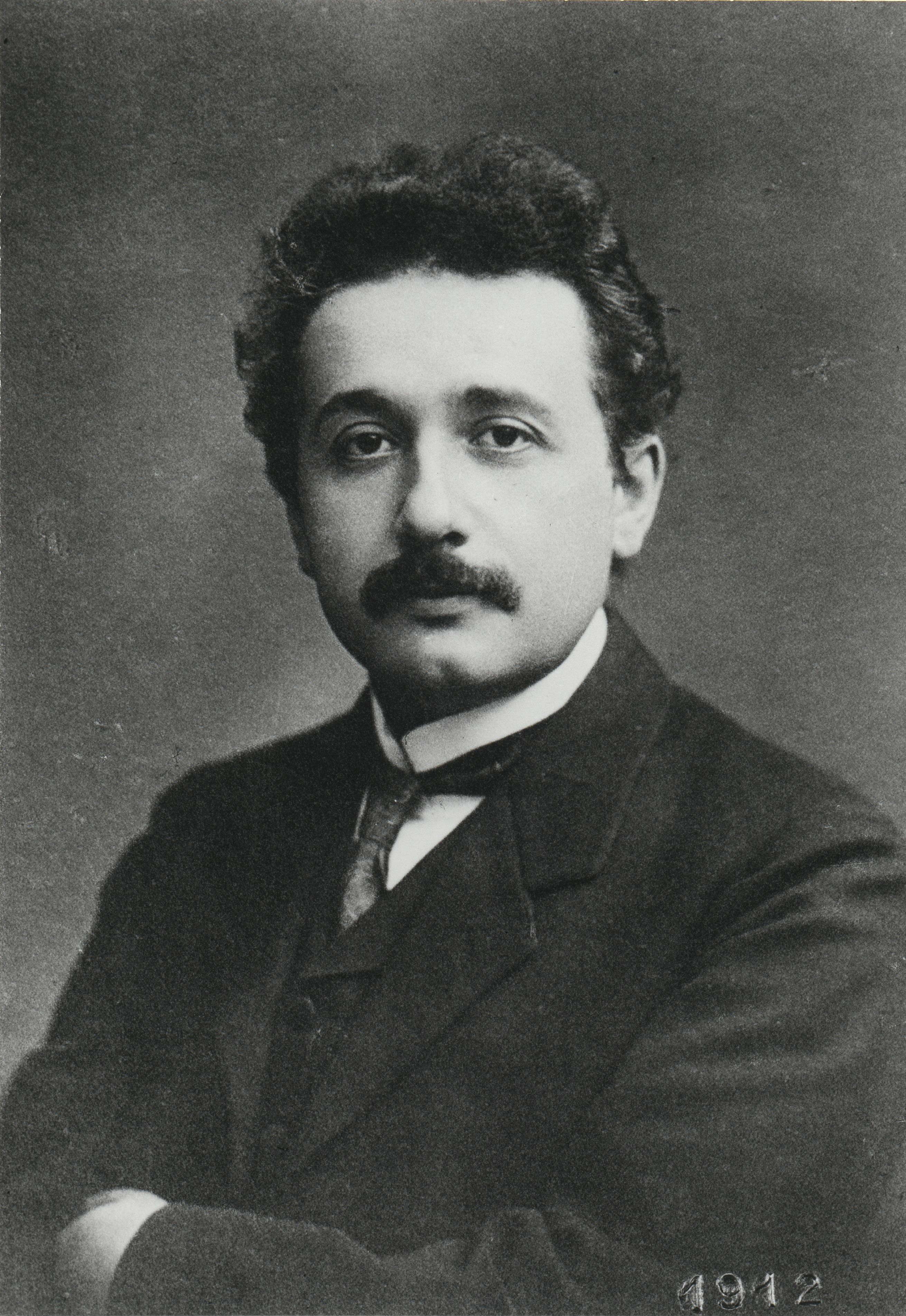
Albert Einstein el 1912

L'energia de lligadura nuclear és l'energia necessària per separar completament un nucli atòmic en els seus nucleons, protons i neutrons constituents, o, equivalentment, l'energia que s'alliberaria combinant protons i neutrons individuals en un nucli únic.
Quan es forma un nucli atòmic a partir de protons i neutrons lliures s'allibera una quantitat d'energia molt elevada. El nou sistema té menys energia i és més estable. Pel principi de conservació de l'energia, aquesta energia alliberada ha d'estar continguda als protons i neutrons d'una altra forma. Si hom mesura la massa de protons i neutrons lliures i també mesura la massa del nucli atòmic format, sorprenentment observa que la massa del nucli és inferior a la massa dels nucleons lliures, és el que s'anomena defecte màssic. Durant el procés de constitució del nucli s'ha perdut una certa quantitat de massa. El físic alemany Albert Einstein (1879-1955) el 1905, en un article publicat a la revista Annalen der Physik, explicà que la massa és un tipus d'energia i demostrà quina relació hi ha entre les unitats de massa i les unitats d'energia, és la famosa equació {\displaystyle E=mc^{2}}, on:
- {\displaystyle E} és l'energia, mesurada en el Sistema Internacional d'Unitats (SI) en joules.
- {\displaystyle m} és una quantitat de massa, en kilograms.
- {\displaystyle c} és la velocitat de la llum al buit, 299 792 458 m/s.

Nucli l'heli format per 2 protons i 2 neutrons. La suma de les masses dels dos protons i dels dos neutrons és 6,695 098 × 10^{–27} kg i la massa de la partícula α 6,644 701 × 10^{–27} kg. La massa perduda, el defecte màssic és, doncs, 0,050 397 × 10^{–27} kg, que correspon a una energia de 28,3 MeV.

El defecte màssic és la diferència entre la suma de les masses en repòs dels nucleons lliures i la massa en repòs d'un nucli atòmic constituït per aquests nucleons. El càlcul del defecte de massa es pot realitzar mitjançant la següent equació:
on:
- {\displaystyle \Delta m} és el defecte màssic.

- {\displaystyle Z} és el nombre atòmic, o nombre de protons presents al nucli atòmic.

- {\displaystyle m_{p}} és la massa del protó en repòs, 1,672 623 × 10–27 kg.

- {\displaystyle A-Z} és la diferència entre el nombre màssic, A, que correspon al nombre total de nucleons, menys el nombre atòmic, Z, això és el nombre de protons; que equival al nombre de neutrons del nucli.

- {\displaystyle m_{n}} és la massa del neutró en repòs, 1,674 929 × 10–27 kg.

- {\displaystyle m_{X}} és la massa del nucli {\displaystyle _{Z}^{A}X}.[5]

Tots els nuclis estables tenen una massa inferior a la massa dels nucleons (protons i neutrons) per separat. Aquesta massa que es perd en el procés de formació d'un nucli a partir dels nucleons que l'integren correspon a l'energia de lligadura nuclear. La relació entre energia i massa s'obté aplicant l'equació d'equivalència massa-energia d'Einstein:
on:
- {\displaystyle E_{b}} és l'energia de lligadura nuclear, en joules.

- {\displaystyle \Delta m} és el defecte màssic, en quilograms.

- {\displaystyle c} és el valor de la velocitat de la llum al buit, 299 792 458 m/s.[5]

L'enormitat de l'energia de lligadura nuclear potser es pot apreciar millor comparant-la amb l'energia de lligadura d’un electró en un àtom. Així l'energia d’unió de les partícules alfa, constituïdes per dos protons i dos neutrons, és de 28,3 MeV = 28,3 × 106 eV, mentre que l'energia de lligadura de l'electró en un àtom d’hidrogen (energia d'ionització) és de 13,6 eV. És un fet general que les energies de lligadura nuclear són de l’ordre d’un milió de vegades més grans que les energies de lligadura electrònica dels àtoms, que són les que estan implicades en les reaccions químiques.

Corba d'energies de lligadura nuclears.

### Corba d'energies de lligadura nuclears
La corba d'energia de lligadura és una representació gràfica que s'obté representant el resultat de dividir l'energia de lligadura nuclear total pel nombre de nucleons respecte del nombre màssic. El fet que hi hagi un pic a la corba d'energia de lligadura a la regió d'estabilitat a prop del ferro significa que la ruptura de nuclis més pesants (fissió nuclear) o la combinació de nuclis més lleugers (fusió nuclear) donaran nuclis més units (menys massa) per nucleó).
Les energies de lligadura dels nucleons estan en el rang de milions d'electronvolts en comparació amb desenes d’eV per als electrons atòmics. Mentre que una transició atòmica pot emetre un fotó en el rang d’uns pocs electronvolts, potser a la regió de la llum visible, les transicions nuclears poden emetre raigs gamma amb energies quàntiques en el rang MeV.
L’acumulació d’elements més pesants en els processos de fusió nuclear a les estrelles es limita a elements inferiors al ferro, ja que la fusió del ferro restaria energia en lloc de proporcionar-la. El ferro 56 és abundant en processos estel·lars i, amb una energia d’unió per nucleó de 8,8 MeV, és el tercer límit més estret dels núclids. La seva energia de lligadura mitjana per nucleó només se supera en el ferro 58 i el níquel 62, sent l'isòtop del níquel el més fortament unit dels núclids.

### Fórmula de Weizsäcker

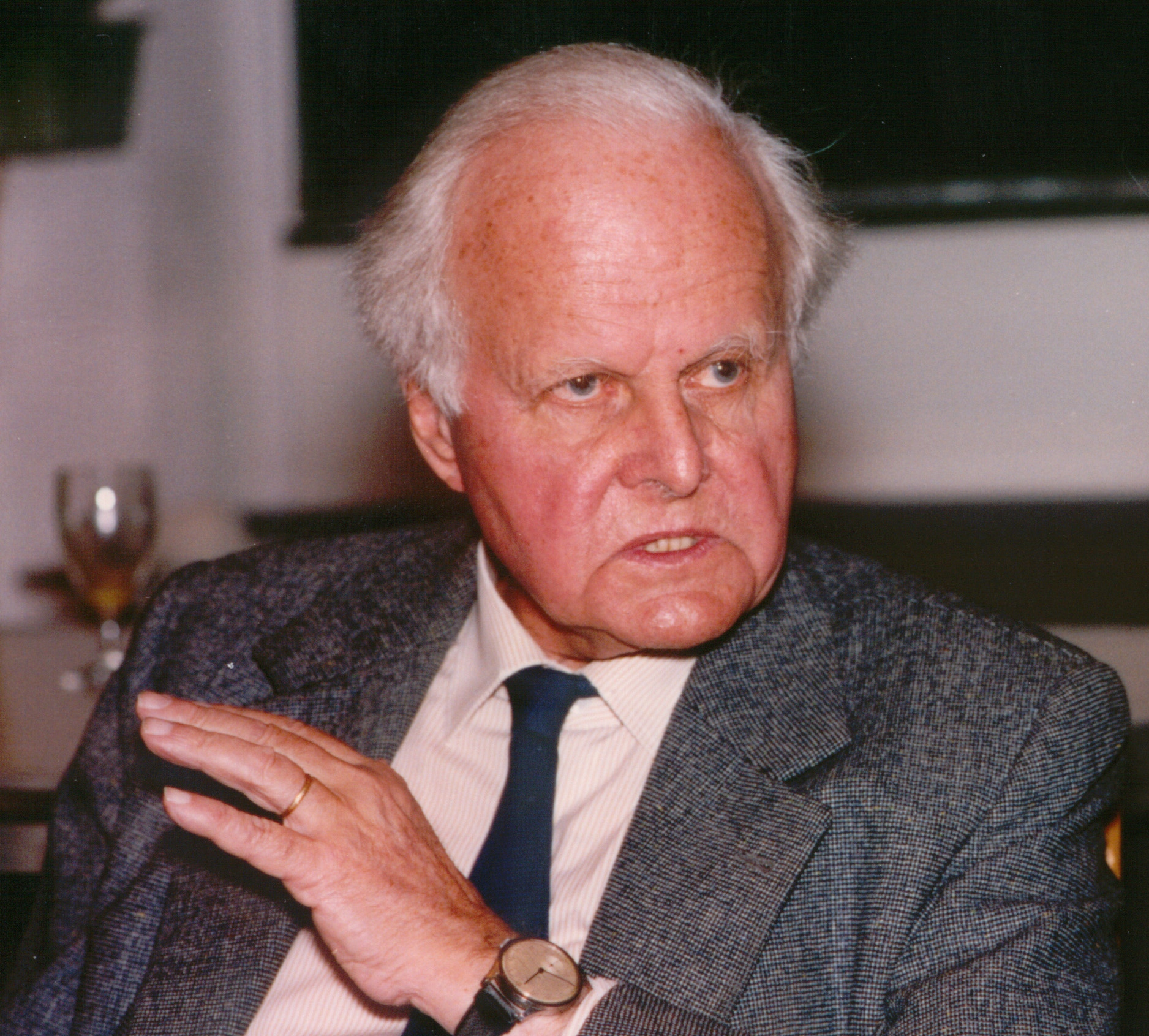
Carl Friedrich von Weizsäcker el 1993.

La fórmula de Weizsäcker també coneguda com a fórmula semiempírica de la massa o fórmula de Bethe-Weizsäcker, és una fórmula que s'usa per a aproximar la massa i altres propietats d'un nucli atòmic. Està parcialment basada en mesuraments empírics. La teoria es basa en el model de la gota líquida i pot donar compte de la majoria dels termes de la fórmula, a més dona aproximacions estimades per als valors dels coeficients. Fou formulada el 1935 pel físic alemany Carl Friedrich von Weizsäcker, (1912-2007) i, malgrat els ajustaments fets als coeficients al llarg dels anys, la forma de la fórmula continua igual avui.

Interaccions en el model de la gota líquida.

{\displaystyle E/A=a-b/A^{1/3}-cZ^{2}/A^{4/3}-d(N-Z)^{2}/A^{2}\pm e/A^{7/4}}
- El terme {\displaystyle a} respon a l'energia de volum.
- El terme {\displaystyle -b/A^{1/3}} respon a la tensió superficial.
- El terme {\displaystyle -cZ^{2}/A^{4/3}} respon a la repulsió electroestàtica de Coulomb.
- El terme {\displaystyle -d(N-Z)^{2}/A^{2}} respon a l'asimetria de la proporció neutrons/protons.
- El terme {\displaystyle \pm e/A^{7/4}} respon a la paritat (+ per valors parells, – per a senars).

Els valors més actuals d'aquests coeficients són:
- a = 14,929 7 MeV
- b = 15,058 0 MeV
- c = 0,661 5 MeV
- d = 21,609 1 MeV
- e = 10,174 4 MeV.[7]

## Energia d'ionització

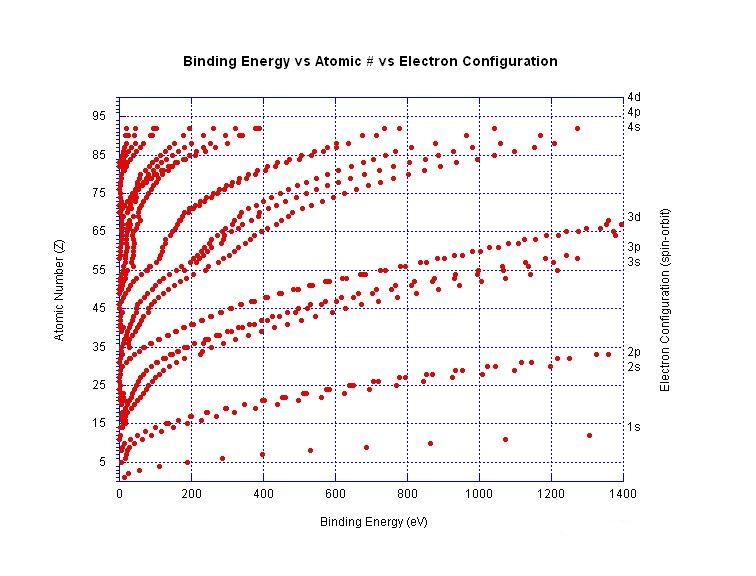
Energies d'ionització en eV en funció del nombre atòmic.

L'energia de ionització és la mínima energia necessària per a extreure un electró d'un àtom neutre, d'un ió o d'una molècula en el seu estat fonamental. Aquesta energia es mesura habitualment en joules per mol o en electronvolts. Antigament s'anomenava potencial de ionització. Per a un àtom neutre X, el procés es pot simbolitzar amb l'equació següent:
S'anomena segona energia de ionització l'energia necessària per a extreure el segon electró, després d'haver extret ja el primer. És a dir, l'energia per al procés:
Per als electrons successius, es defineixen la tercera, quarta, etc., energies de ionització. Els valors de totes les energies de ionització d'un mateix àtom i per a tots els àtoms és sempre positiva, ja que la ionització és un procés endotèrmic. Cal aportar energia a l'àtom per deslligar els seus electrons de les forces d'atracció que els mantenen units al nucli atòmic. Els electrons extrets sempre són els que es troben més feblement units al nucli, això és, els situats a la capa més externa de l'escorça electrònica. És un procés que es pot entendre com la promoció del darrer electró de l'àtom, situat al nivell més alt ocupat, fins al nivell infinit. Per al sodi tindríem:
Com indica la definició, també és possible la ionització de molècules, com ara dioxigen, O₂, monòxid de carboni, CO, diòxid de nitrogen, NO₂, etc. En el cas de l'oxigen, el procés es pot representar amb l'equació:

## Energia reticular

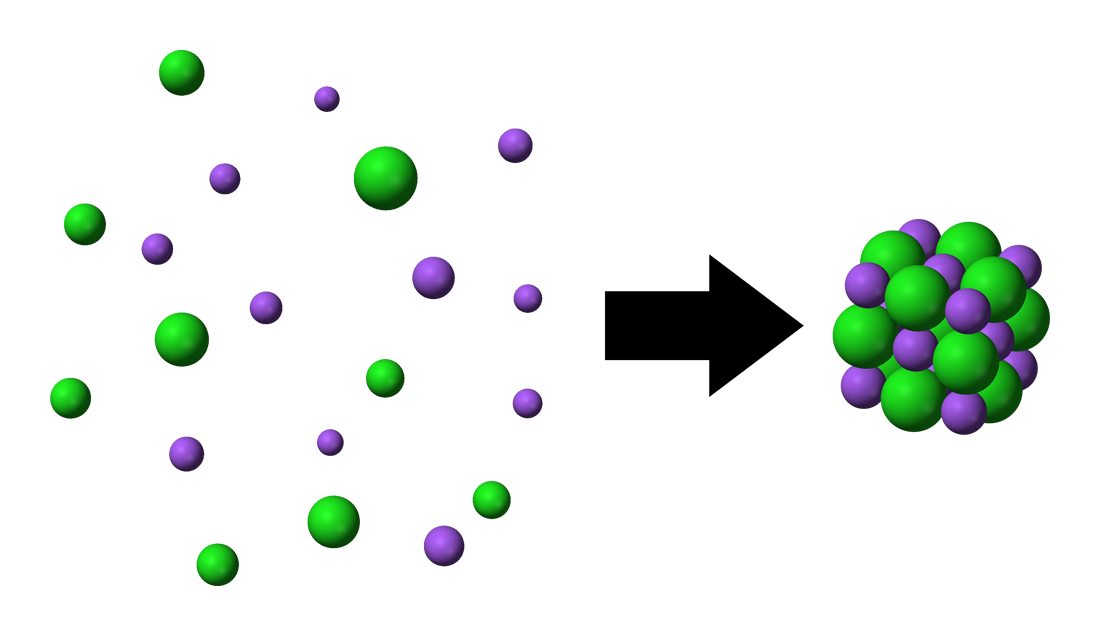
Representació de la formació d'un cristall de clorur de sodi, NaCl, a partir dels anions clorur, Cl^{-} (en verd) i dels cations sodi, Na^{+} (en lila), segons l'equació química:

L'energia reticular, o energia de xarxa, Ur, és l'energia alliberada en formar-se un mol d'un compost iònic sòlid a partir dels seus ions en estat gasós i a distància infinita. El procés es pot representar mitjançant l'equació química:
on Mn+ representa el catió metàl·lic amb n càrregues positives; i Xm– l'anió no-metàl·lic amb m càrregues negatives.
| Compost                 | Energia reticular (kJ/mol) | Tipus d'estructura |
| ----------------------- | -------------------------- | ------------------ |
| Fluorur de liti LiF     | −1 030                     | NaCl               |
| Clorur de sodi NaCl     | −786                       | NaCl               |
| Bromur de sodi NaBr     | −747                       | NaCl               |
| Iodur de sodi NaI       | −704                       | NaCl               |
| Clorur de cesi CsCl     | −657                       | CsCl               |
| Bromur de cesi CsBr     | −632                       | CsCl               |
| Iodur de cesi CsI       | −600                       | CsCl               |
| Òxid de magnesi MgO     | −3 795                     | NaCl               |
| Òxid de calci CaO       | −3 414                     | NaCl               |
| Òxid d'estronci SrO     | −3 217                     | NaCl               |
| Fluorur de magnesi MgF₂ | −2 922                     | rutil              |
| Òxid de titani(IV) TiO₂ | −12 150                    | rutil              |